# Dev-C++
Dev-C++ este un mediu de dezvoltare (IDE) gratuit distribuit sub licența Licența Publică Generală GNU pentru programare în C și C++. Este însoțit de MinGW, un compilator gratuit. Mediul de dezvoltare Dev-C++ este scris în limbajul de programare Delphi.
Proiectul este găzduit de SourceForge. Dev-C++ a fost inițial dezvoltat de programatorul Colin Laplace. Dev-C++ rulează exclusiv pe Microsoft Windows.
Bloodshed Dev-C++ este un mediu de dezvoltare complet pentru limbajele de programare C și C++. Folosește MinGW ca compilator implicit. Dar Dev-C++ poate fi, de asemenea, folosit împreuna cu Cygwin sau orice alt compilator aparținând colecției de compilatoare GCC. 